# Chelsea Manning
Chelsea Manning (nascuda el 17 de desembre de 1987) és una ex-soldada de l'Exèrcit dels Estats Units que va ser acusada de múltiples càrrecs de violar la Llei d'Espionatge, robatori de propietat del govern i d'altres càrrecs després que proporcionés material classificat a la pàgina web WikiLeaks. Va ser acusada finalment de 22 càrrecs, incloent-hi informació de la defensa nacional a una font no autoritzada i ajudar l'enemic.
Destinada a una base de l'exèrcit prop de Bagdad, Manning tenia accés a bases de dades emprades pel govern dels Estats Units per transmetre informació classificada. Va ser detinguda després que Adrian Lamo, un furoner, digués al FBI que Manning li havia confessat durant un chat online que s'havia descarregat material d'aquestes bases de dades i l'havia passat a WikiLeaks. El material incloïa vídeos de l'atac aeri a Bagdad del 12 de juliol de 2007 i de l'atac aeri de Granai el 2009: 250.000 missatges diplomàtics i 500.000 informes de l'exèrcit. Va ser el paquet més gran de documents secrets mai filtrats al públic. Molts d'ells van ser publicats per WikiLeaks o per altres pàgines entre l'abril i el novembre del 2010.
Des de juliol de 2010 Manning va ser retinguda a la base dels Marines a Quantico, quedant en confinament en solitari, entre d'altres restriccions, que van causar una gran commoció internacional. A l'abril del 2011 va ser traslladada a Fort Leavenworth, on podia interaccionar amb altres detinguts. Al febrer del 2013 es declarà culpable de 10 dels 22 càrrecs, la qual cosa li podria comportar una condemna de fins a 20 anys. El judici per la resta de càrrecs, incloent-hi el d'ajut a l'enemic, començà el 3 de juny del 2013. El 30 de juliol del 2013, Manning va ser considerada no culpable d'ajudar a l'enemic, però va ser condemnada per les altres 19 acusacions.
Les reaccions a la seva detenció van ser variades, i diversos comentadors se centraren en per què una soldat rasa de l'exèrcit tenia accés a material classificat, i per què les mesures de seguretat no van evitar aquesta descàrrega no autoritzada.
El 21 d'agost del 2013 va ser condemnada per un Tribunal Militar a 35 anys de presó i a ser expulsada de l'exèrcit amb deshonor per la filtració de més de 700.000 documents classificats al portal Wikileaks. A finals de juliol ja havia estat considerada culpable de diverses violacions de la llei d'espionatge, robatori d'informació governamental i abús de la seva posició d'analista a l'Iraq.
Manning va emetre un comunicat el 22 d'agost de 2013 anunciant que tenia la intenció de sotmetre's a una reassignació de sexe perquè es considerava a si mateixa una dona. Va indicar que a partir d'ara el seu nom passava a ser "Chelsea E. Manning".
El 18 de gener de 2017 el president nord-americà, Barack Obama, commutà la pena a l'exsoldada Chelsea Manning, després de passar gairebé quatre anys a la presó militar de Fort Leavenworth (Kansas).